# ۲۱ عقاب
۲۱ عقاب یک ستاره است که در صورت فلکی عقاب قرار دارد.